# Rekownica (Jedwabno)
Rekownica (deutsch Rekownitza, 1921 bis 1945 Großwalde) ist ein Dorf in der polnischen Woiwodschaft Ermland-Masuren. Es gehört zur Landgemeinde Jedwabno (1938 bis 1945 Gedwangen) im Powiat Szczycieński (Kreis Ortelsburg).

## Geographische Lage
Rekownica liegt am gleichnamigen Flüsschen, das wenige hundert Meter später in den Omulef (polnisch Omulew) mündet, und südwestlich des Klimmeck-Sees (polnisch Jezioro Klimek, umgangssprachlich auch Jezioro Konik) in der südlichen Mitte der Woiwodschaft Ermland-Masuren. Die frühere Kreisstadt Neidenburg (polnisch Nidzica) liegt 29 Kilometer südwestlich, die heutige Kreismetropole Szczytno (deutsch Ortelsburg) 16 Kilometer nordöstlich.

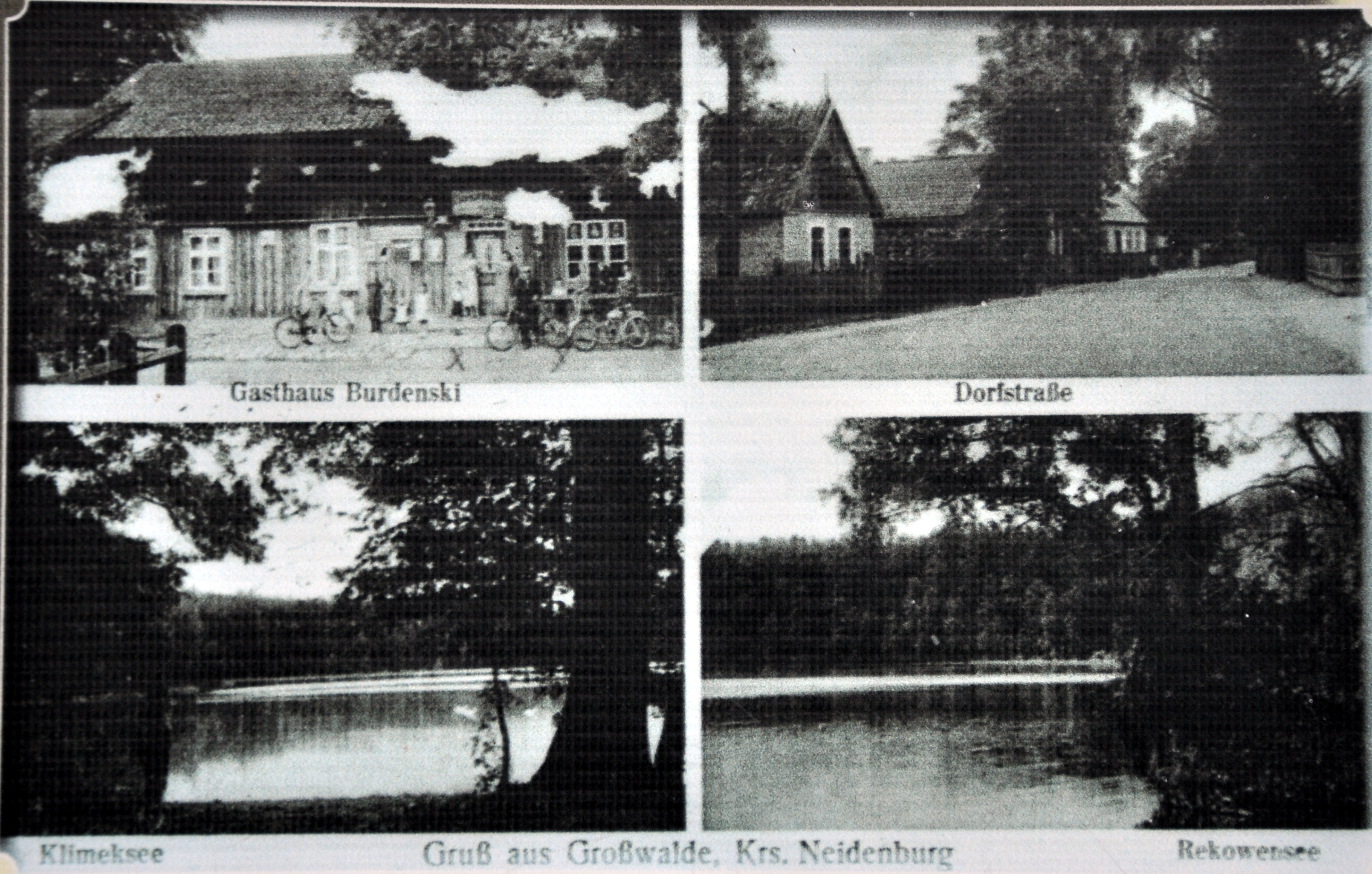
Historische Ansichtskarte von Rekownitza/Großwalde

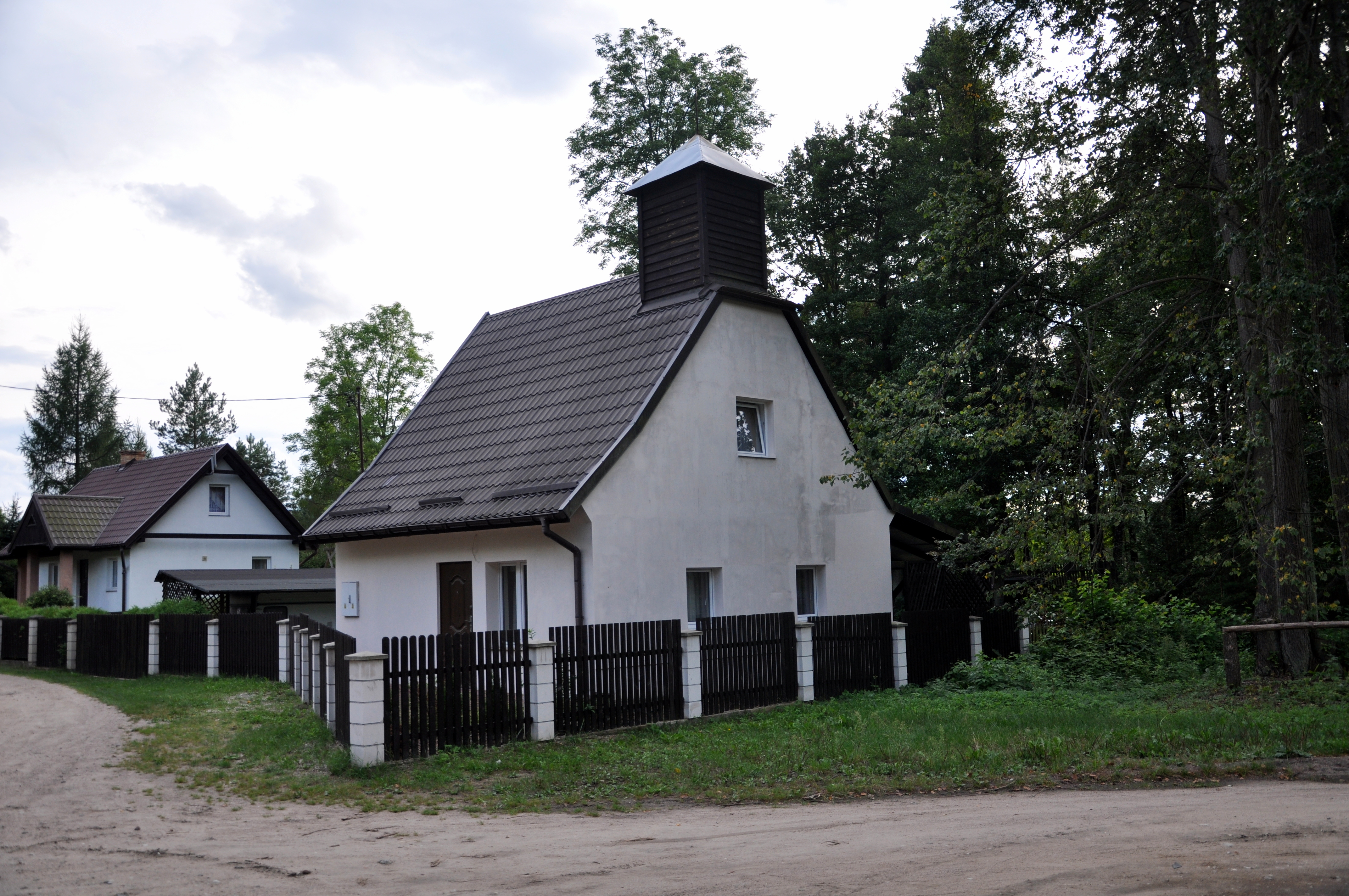
Das Feuerwehrhaus in Rekownica

|  |

## Geschichte
Das seinerzeit Prekownitza und später Rekownitza genannte Dorf wurde 1710 gegründet. Von 1874 bis 1945 war das Dorf in den Amtsbezirk Malga (polnisch Małga) eingegliedert, der zum ostpreußischen Kreis Neidenburg gehörte.
438 Einwohner waren im Jahre 1910 in Rekownitza registriert.
Am 24. Mai 1921 änderte Rekownitza seinen Namen in „Großwalde“. Die Einwohnerzahl belief sich 1933 auf 416 und 1939 auf 385.
In Kriegsfolge wurde Großwalde 1945 mit dem gesamten südlichen Ostpreußen an Polen überstellt und erhielt die polnische Namensform „Rekownica“. Als Sitz eines Schulzenamts (polnisch Sołectwo) ist Rekownica heute eine Ortschaft im Verbund der Landgemeinde Jedwabno (1938 bis 1945 Gedwangen) im Powiat Szczycieński (Kreis Ortelsburg), bis 1998 der Woiwodschaft Olsztyn, seither der Woiwodschaft Ermland-Masuren zugehörig. Im Jahre 2011 zählte das Dorf 75 Einwohner.

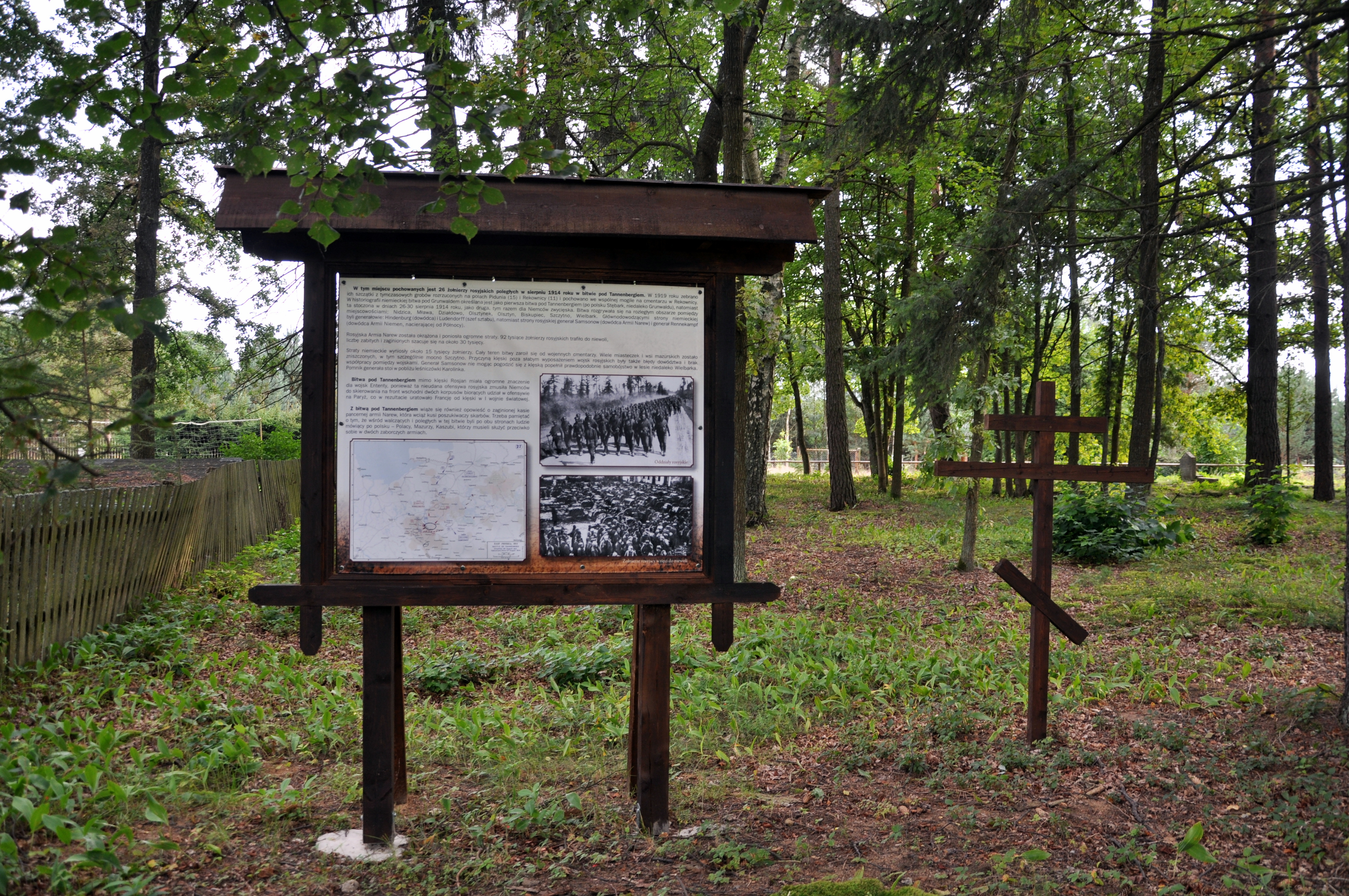
Der alte Friedhof in Rekownica mit russischem Soldatengrab

An die Zeit des Ersten Weltkriegs erinnert heute noch der alte Friedhof in Rekownica. Auf ihm befindet sich eine Grabstelle für 26 russische Soldaten, die bei der Schlacht von Tannenberg (1914) umkamen.

## Kirche
Rekownitza resp. Großwalde war bis 1945 in die evangelische Kirche Malga  in der Kirchenprovinz Ostpreußen der Kirche der Altpreußischen Union und außerdem in die römisch-katholische Kirche Jedwabno im Bistum Ermland eingepfarrt.
Heute besteht für beide Konfessionen der Bezug zu Jedwabno, wobei das Dorf jetzt in der Diözese Masuren der Evangelisch-Augsburgischen Kirche in Polen bzw. im Erzbistum Ermland liegt.

## Verkehr
Rekownica liegt an der verkehrstechnisch bedeutenden Woiwodschaftsstraße 508, die die Landesstraße 58 bei Jedwabno mit der Landesstraße 57 bei Wielbark (Willenberg) verbindet. Von der inzwischen verwaisten Ortsstelle Małga (deutsch Malga) führt ein Landweg nach Rekownica. Eine Anbindung an den Bahnverkehr besteht nicht.